# Cymatoceras
Cymatoceras Hyatt, 1884  è un genere fossile di molluschi cefalopodi nectonici di ambiente marino la cui documentazione risale fino al Cambriano inferiore.
Erano molto diffusi nel Cretaceo, presenti in tutti gli oceani del pianeta.

## Descrizione
La morfologia degli esemplari del Cretaceo aveva molti tratti in comune con i moderni Nautilus. Le conchiglia è globosa, con sezione del giro arrotondata, planispirale che varia da lievemente evoluta a involuta con ombelichi chiusi, ornata da coste sigmoidali evidenti e generalmente piatte sul ventre e i fianchi. 
Le caratteristiche creste trasversali dei Cymatoceras del Cretaceo sono il risultato della giustapposizione di spesse lamelle prismatiche esterne, proiettate e imbricate. Le lamelle si sviluppano in cicli, con il margine del mantello che secerne materiale per la conchiglia. Questa complessa morfologia, con la sua caratteristica sovrapposizione a tegole, ha un profondo impatto sulla struttura degli strati sottostanti della conchiglia, in particolare sullo strato nacreo.
L'interpretazione di queste strutture lamellari ha importanti implicazioni per la filogenesi dei Cymatoceras. Classicamente, questi facevano parte della famiglia Cymatoceratidae, che era stata definita includendo tutti i Nautilida post-Triassici con "coste", un termine che racchiude una varietà di ornamenti, dalle lamelle alle linee di crescita fascicolate. Tuttavia, la distinzione tra queste diverse tipologie di ornamenti e la loro precisa relazione evolutiva rimangono oggetto di dibattito.Presente sin dal Cambriano, si è diffuso globalmente dal Cretaceo inferiore fino al Maastrichiano. Si estinse 65 milioni di anni fa.

## Paleobiologia
Le specie di Cymatoceras erano nectoniche, cacciatori attivi, con abitudini alimentari considerate, in accordo con quelle attuali, da consumatori di proteine. Lo spessore della conchiglia dei Cymatoceras sembra indicare una maggiore resistenza alla pressione delle profondità marine. È stato calcolato che potevano raggiungere i 250 m di profondità, dato che i setti semplici dei nautiloidi sono adattati a pressioni idrostatiche elevate. Questo incideva sulla loro biologia: la morfologia della conchiglia suggerisce uno stile di vita probabilmente demersale e migratorio, specialmente per gli individui di taglia più piccola. 
Vivevano in acque di circa 20-21 °C, ricercate attraverso una migrazione verticale o verso latitudini più temperate, secondo la stagione.

## Tassonomia
Sono documentate tre specie estinte di Cymatoceras secondo WoRMS:
- C. patagonicum Cichowolski, 2003 †
- C. pecosense J. K. Tucker & R. S. Funk, 1977 †
- C. perstriatum Steuer, 1897 †

La specie C. pseudoelegans A. d'Orbigny, 1841, il cui fossile è stato analizzato dal naturalista Alcide Dessalines d'Orbigny  non è considerata confermata e ben documentata.